# الحزازة (إب)

تعديل مصدري - تعديل

الحزازة محلة تابعة لقرية الفعاشي، التابعة لعزلة بلادشار بمديرية إب إحدى مديريات محافظة إب في الجمهورية اليمنية، بلغ تعداد سكانها 53 حسب تعداد اليمن لعام 2004.